# Metaphrixus intutus
Metaphrixus intutus är en kräftdjursart som beskrevs av Bruce 1965. Metaphrixus intutus ingår i släktet Metaphrixus och familjen Bopyridae. Inga underarter finns listade i Catalogue of Life.